# Racheal Kundananji
Racheal Kundananji (Ndola, 3 giugno 2000) è una calciatrice zambiana, attaccante del Bay FC e centrocampista della nazionale zambiana.

## Carriera

### Nazionale
Kundananji è stata convocata dalla Federcalcio zambiana per la prima volta nel 2018, approdando alla nazionale maggiore, inserita in rosa con la squadra che ha disputato la Coppa delle nazioni africane 2018 dove fa il suo esordio, realizzando 3 reti su tre incontri disputati nel torneo. Nei due anni successivi venne regolarmente convocata, ma ebbe poche occasioni di essere impiegata; la prevista edizione 2020 della Coppa delle nazioni africane venne cancellata per le restrizioni dovute alla pandemia di COVID-19.
Dopo che la sua nazionale ha guadagnato, battendo il favorito Camerun nel torneo Pre-Olimpico CAF 2020, l'accesso a un'Olimpiade per la prima volta nella sua storia sportiva, nel luglio 2021 il commissario tecnico Bruce Mwape l'ha inserita nella lista delle 22 giocatrici per il torneo femminile di calcio di Tokyo 2020. Dopo che la squadra, inserita nel girone F, ha subito la pesante sconfitta per 10-3 nella prima partita il 21 luglio 2021 contro i Paesi Bassi, Kundananji è tra le protagoniste del successivo pareggio per 4-4 con la Cina, siglando al 15' la prima rete zambiana del momentaneo pareggio.

## Palmarès

### Club
- Campionato kazako femminile: 2

BIIK Kazygurt: 2019, 2020
- Coppa del Kazakistan femminile: 2

BIIK Kazygurt: 2019, 2020